# Stibiotantaliet
Stibiotantaliet is een geelachtig mineraal, met chemische formule SbTaO4.

## Ontstaan
Stibiotantaliet komt magmatisch voor in granitische pegmatieten in placers.

## Voorkomen
Kristallen van maximaal 12 cm komen voor in Muiane, Alto Ligonha in Mozambique, ook zijn er kristallen gevonden in de Little Three-mijn in Ramona en in de Himalaya-mijn in Mesa Grande, in de Amerikaanse staat Californië. Daarnaast komen ze ook voor in Green Bushes, in de Australische deelstaat West-Australië.